# 寒河江市立西根小学校
寒河江市立西根小学校（さがえしりつ にしねしょうがっこう）は、山形県寒河江市にある公立小学校。

## 概要
主に寒河江市の北東部を学区（寒河江川、山形県道23号天童大江線、山形県道25号寒河江村山線に囲まれたエリア）としている。国道112号寒河江バイパスが学区内を貫いている。

## 沿革
- 1874年（明治7年）
  - 寒河江学校石川分校として開校。後に西根分校に改称
  - 同じ時期に新田学校設立
- 1875年（明治8年） - 寒河江学校西根分校が本校から分離独立して、西根学校に改称
- 1878年（明治11年） - 西根学校が寒河江学校に統合
- 1882年（明治15年） - 西根小学校設立
- 1887年（明治20年） - 西根小学校が寒河江小学校に統合され、西根分教場に改称
- 1889年（明治21年） - 新田分校が日田尋常小学校に改称
- 1890年（明治22年） - 寒河江高等尋常小学校西根分教場が廃止
- 1904年（明治36年） - 日田尋常小学校が西根西根尋常小学校に改称
- 1941年（昭和16年） - 西根国民学校と改称
- 1947年（昭和22年） - 西根村立西根小学校に改称
- 1954年（昭和29年） - 寒河江市立西根小学校に改称
- 1956年（昭和31年） - 体育館新築、校章制定
- 1969年（昭和44年） - プール完成
- 1978年（昭和53年） - 新校舎落成
- 1995年（平成7年） - 新体育館完成
- 1996年（平成8年） - 水泳プール完成

## 所在地
- 山形県寒河江市西根170

## 学区
- 東町、君田町、住吉町、十二小路、仲、北、石川、下河原上、下河原下、宝西、宝東、高貝、城之内、高田、馬寄、田中、ひがし団地[1]

## 児童数
| 年度 | 男子 | 女子 | 計  |
| ---- | ---- | ---- | --- |
| 2012 | 172  | 174  | 346 |

## 卒業後
- 陵東中学校へ進学する。